# Мессина Денаро, Маттео
Маттео Мессина Денаро (итал. Matteo Messina Denaro; 26 апреля 1962 — 25 сентября 2023), также известный как Diabolik — сицилийский мафиозо. Своё прозвище он взял в честь известного персонажа-антигероя из итальянских комиксов. После ареста Бернардо Провенцано 11 апреля 2006 года стал одним из новых лидеров Коза ностра. Его личность и род деятельности стали достоянием общественности после того, как итальянский журнал L’Espresso опубликовал его фото на обложке с заголовком Ecco il nuovo capo della mafia («Это новый босс мафии»). С лета 1993 года скрывался от полиции и, по данным журнала «Форбс», находился на шестом месте в списке десяти самых разыскиваемых преступников в мире. 16 января 2023 года был арестован в частной клинике в Палермо.
Денаро скончался в больнице после впадения в необратимую кому 24 сентября 2023 года. 61-летний мужчина проходил лечение от рака толстой кишки, решение, которое, предположительно, привело к его предыдущему аресту в клинике в Палермо.

## Юность и первые шаги в преступном мире
Маттео Мессина Денаро родился 26 апреля 1962 года на Сицилии, в коммуне Кастельветрано (провинция Трапани) в семье сицилийского мафиози Франческо Мессина Денаро (более известного как Дон Чиччо), являвшегося капо мандаменто Кастельветрано и руководителем Комиссии Мафии в Трапани. Франческо Денаро начинал свою карьеру мафиозо как наёмный кампьере (вооружённый охранник) семьи Д’Али, богатых землевладельцев и одних из основателей Банка Сикула. Позже он был повышен и назначен администратором и смотрителем (итал. fattore) за арендованными сельскохозяйственными землями данной семьи. В благодарность за хорошую работу семья Д’Али подарила ему огромное поместье в районе Дзангара, в Кастельветрано. Однако, Франческо был лишь формальным владельцем. Настоящим хозяином стал Рина Сальваторе, союзником которого был Денаро.
Антонио Д’Али в 1983 году подал в отставку и покинул руководящий пост в Банк Сикула, так как его имя появилось в списке секретной масонской ложи Личо Джелли П-2 (Пропаганда-2, итал. Propaganda Due). В 1996 году его сын, Антонио Д’Али стал сенатором от партии Сильвио Берлускони «Вперёд, Италия», а в апреле 2001 года стал заместителем министра в Министерстве внутренних дел, которое занимается борьбой с организованной преступностью. Двоюродный брат Антонио, Джакомо Д’Али, в свою очередь, занимает должность советника Итальянского коммерческого банка в Милане, который приобрёл Банк Сикула в 1991 году. Брат Маттео Сальваторе Мессина Денаро (арестованный в ноябре 1998 года) работал в Банке Сикула, затем в Итальянском коммерческом банке. Таким образом, Маттео получил связи в политических и финансовых кругах.
Франческо научил своего сына пользоваться оружием, когда тому было всего 14 лет, а уже в 18 лет Маттео совершил первое убийство. Маттео завоевал славу и авторитет в мафиозных кругах, когда в июле 1992 года убил конкурента своего отца, босса Винченцо Милаццо из Алькамо и задушил его возлюбленную Антонеллу Бономо, находившуюся на третьем месяце беременности. Всего же, по самым скромным оценкам, он убил не менее 50 человек.

Людьми, которых я убил, можно заполнить целое кладбище (Другой вариант: Я один заполнил целое кладбище)
Оригинальный текст (итал.)Con le persone che ho ammazzato, io potrei fare un cimitero
— Маттео Мессина Денаро

## Дальнейшие события
В 2006 году «Босс боссов» сицилийской мафии Бернардо Провенцано по прозвищу «Трактор» был арестован и заключён под стражу. На пост преемника Провенцано претендовало трое высокопоставленных мафиозо — Сальваторе Ло Пикколо, Доменико Ракуглия или Маттео Мессина Денаро. В 2007 году Сальваторе Ло Пикколо был арестован. Спустя два года арестовали Доменико Ракуглия. Маттео Денаро стал «крёстным отцом» сицилийской мафии.
В мае 2002 года Денаро был заочно приговорен к пожизненному заключению за убийства в 1992 году прокуроров Джованни Фальконе и Паоло Борселлино, занимавшихся расследованием преступлений мафии; организацию серии взрывов в Милане, Риме и Флоренции в 1993 году, в результате которых погибли 10 человек и ещё около 90 были серьёзно ранены; а также похищение, истязания и убийство 11-летнего мальчика, отец которого сам был членом мафии, но выступил в качестве свидетеля обвинения.
В 2010 году прошла крупная полицейская операция под названием «Голем-3», которая стала продолжением следственных мероприятий, начатых в июне 2009 года с конечной целью захватить Маттео Мессину Денаро. В операции участвовало 200 сотрудников правопорядка, которые арестовали 19 приближенных «крёстного отца», в числе которых оказался и его брат Сальваторе.
16 января 2023 года в ходе спецоперации итальянских спецслужб Маттео Мессина Денаро был задержан в частной клинике в Палермо. На момент ареста он лечился от рака толстой кишки в тяжёлой стадии. 8 августа его перевели из тюрьмы в больницу Сан-Сальваторе города Л'Акуила. 25 сентября 2023 года Мессина Денаро скончался в госпитале. Врачи незадолго до этого решили проводить только обезболивающую терапию, а не продолжать лечение.
На май 2024 года конфисковано имущество Денаро, включая недвижимость, компании, ценные бумаги, на сумму 250 млн евро.

## Личная жизнь
Маттео никогда не был женат, а с 1993 года находился в розыске, поэтому уже не мог ни венчаться, ни заключить официальный брак, также у него нет законных детей. Однако уже много лет ходят упорные слухи о том, что у него есть внебрачный ребёнок (итал. ilegítimo; данным словом сицилийцы называют ребёнка, чьи родители официально не женаты, но при этом живут вместе).
Однажды Денаро собственноручно убил владельца сицилийской гостиницы за то, что тот обвинил его в сожительстве с несовершеннолетними девочками. До сих пор остаётся неясным, действительно ли Маттео совершал подобные преступления.

### Проблемы со здоровьем
Дважды, в 1994 и 1996 году, Денаро инкогнито ложился на операцию в одну из клиник Барселоны, в Испании, для исправления тяжёлой формы миопии, которой страдал с детства. В 2006 году некоторые итальянские издания писали, что, возможно, Денаро страдает хронической болезнью почек и ему предстоит диализ.
Денаро перенес несколько операций, связанных с раком, но, по сообщениям итальянских СМИ, не оправился после последней.

### Образ жизни
Маттео Мессина Денаро имел репутацию плэйбоя-мафиози, ловеласа и любителя роскоши, в основном дорогих спорт-каров Porsche, часов Rolex Daytona, солнечных очков Ray Ban и фирменной одежды от Джорджио Армани и Versace. Главным хобби Маттео были компьютерные игры.
Гедонистический образ жизни Маттео сделал его кумиром и примером для подражания среди молодых мафиози и кардинально отличает его от таких традиционных руководителей Коза Ностра, как Сальваторе Риина, Бернардо Провенцано и других, придерживавшихся консервативных семейных ценностей.